# Centropogon
- Commons
- Wikispecies

Centropogon é um gênero botânico pertencente à família Campanulaceae.